# SOR LH 10,5
SOR LH 10,5 je model dálkového a turistického autobusu, který od roku 2001 vyrábí východočeská společnost SOR Libchavy. SOR LH 10,5 o rok později doplnil ve výrobě upravený typ LC 10,5.

## Konstrukce
Jedná se o dvounápravový autobus s polosamonosnou karoserií. Zadní náprava je hnací, motor a mechanická převodovka jsou uloženy v zadní části vozu pod podlahou. Karoserie vozu je z vnější strany oplechovaná, z vnitřní strany obložená plastovými deskami. V pravé bočnici autobusu se nacházejí dvoje jednokřídlé výklopné dveře (první jsou před přední nápravou, druhé za nápravou zadní). Zadní náprava jsou značky MERITOR, přední lichoběžníková je vlastní konstrukce s nezávisle zavěšenými koly. Sedačky pro cestující jsou umístěny na vyvýšené podestě, díky čemuž má zavazadlový prostor pod podlahou vozu větší objem (7 m³). Od typu LC 10,5 se model LH 10,5 také liší designově upraveným předním i zadním čelem.

## Výroba a provoz
Model SOR LH 10,5 je určen pro méně vytížené dálkové linky či pro zájezdovou dopravu tam, kde nejsou potřeba klasické dvanáctimetrové autobusy, jejichž provoz by byl v takových podmínkách neekonomický.  Mezi dopravce, kteří provozují SOR LH 10,5, patří např. Dopravní podnik Ústeckého kraje, TQM Opava či Connex Morava.